# 内分分知
内分分知（ないぶんぶんち）は、江戸時代における武家（特に大名、旗本）の分家形態の一つである。分家の創設の際に、主君から与えられた領知の表高を減らすことなく、新規に分家を興す形態をいう。新田分知は内分分知の形態の一つである。

## 概要
本来、新規に分家を創出するには本家の領知を分知し、表高を減じて行われてきたが、分知の結果、大名で表高1万石を下回ると旗本に、旗本（寄合）で表高3000石を下回ると小普請役に家格を低下させることになる。家格低下は、軍役や役職就任に大きく影響するため、本家の領知内で分家に分知する形態が考案された。
内分分知の形態
1. 封地を分与するが、本家の表高を減らさない内分分知
2. 封地を分与するが、収納高を本家が支給し、本家の表高は減らさない内分分知
3. 分家表高のみを届け出て[2]、収納高を本家が支給し、本家の表高は減らさない内分分知
4. 上記3の内容で、領知を表す石高ではなく、俵単位で廩米を支給[3]する内分分知

内分分知によって創出された分家は本家に強く依存し、家督相続、婚姻、嫡子嗣立など家庭内での事柄のみならず、幕府内での役職就任などにも影響を持つ。また、本家は内分分家を親族として自家内に留めることになり、しばしば、内分分家当主が本家当主の代理の立場をとる場合があった。

## おもな内分支藩
- 陸奥黒石藩（陸奥弘前藩の支藩）[4]
- 陸奥七戸藩（陸奥盛岡藩の支藩）[5]
- 出羽岩崎藩（出羽久保田藩の支藩）
- 信濃埴科藩（信濃松代藩の支藩）
- 川田窪松平家（尾張名古屋藩の分家）
- 出雲広瀬藩（出雲松江藩の支藩）
- 出雲母里藩（出雲松江藩の支藩）
- 周防徳山藩（長門萩藩の支藩）
- 長門豊浦藩（長門萩藩の支藩）
- 伊予新谷藩（伊予大洲藩の支藩）
- 土佐中村藩（土佐高知藩の支藩）
- 土佐高知新田藩（土佐藩の支藩）[6]
- 肥前鹿島藩（肥前佐賀藩の支藩）
- 肥前小城藩（肥前佐賀藩の支藩）
- 肥前蓮池藩（肥前佐賀藩の支藩）
- 肥後宇土藩（肥後熊本藩の支藩）
- 肥後高瀬藩（肥後熊本藩の支藩）[7]